# Cataglyphis lucasi
Cataglyphis lucasi é uma espécie de inseto do gênero Cataglyphis, pertencente à família Formicidae.